# Chiesa di Santa Maria Regina della Pace (Montignoso)
La Chiesa Madonnina del Pasquilio è un edificio religioso ubicato nel comune di Montignoso, in località Pasquilio.

## Storia
La chiesa venne realizzata a partire dal dicembre 1943 su iniziativa del frate domenicano Pietro Del Giudice, giunto dal savonaroliano Convento di San Marco di Firenze ma originario di Montignoso, con lo scopo di coprire il trasferimento di armi e materiale logistico necessario all'organizzazione del primo nucleo (allora sotto il nome di "Lupi delle Apuane") di quelli che saranno i Patrioti Apuani, gruppo di partigiani tra i più importanti di tutta la Resistenza dell'Apuania. Il domenicano, assieme ai partigiani, promosse una sottoscrizione per costruire una chiesetta votiva alla Madonna, cui parteciparono inconsapevoli, anche i fascisti locali.

## Descrizione
Nel dopoguerra venne ulteriormente sviluppata nelle attuali forme.
L'esterno, in marmo, è in sobrio bugnato, anche l'interno è semplice in una unica navata: unica decorazione è la statua della Vergine Maria Regina della Pace, raffigurata con ai suoi piedi un agnello, simbolo del sacrificio nell'umiltà.

## Ricorrenze
Ogni anno, nei pressi della chiesa, il 25 luglio (o nella domenica più vicina), si tiene una importante cerimonia in ricordo del sacrificio dei partigiani, con una essa una messa di rito romano-cattolico in suffragio delle vittime della lotta partigiana e delle vittime della guerra.